# Drums of the Congo
Drums of the Congo é um filme de drama estadunidense, dirigido por Christy Cabanne e estrelado por Ona Munson, Stuart Erwin e Peggy Moran. Foi lançado em 17 de julho de 1942 pela Universal Pictures.

## Elenco
- Ona Munson como Dr. Ann Montgomery
- Stuart Erwin como Congo Jack
- Peggy Moran como Enid Waldron
- Don Terry como Capt. Kirk Armstrong
- Richard Lane como George Coutlass
- Jules Bledsoe como Kalu
- Turhan Bey como Juma
- Ernest Whitman como King Malaba
- Edwin Stanley como Coronel S. C. Robinson
- Jess Lee Brooks como Chefe Madjeduka